# Marc Goldstein
Pour les articles homonymes, voir Goldstein.
Marc Goldstein est un réalisateur belge.

## Biographie
Marc Goldstein a réalisé deux longs métrages de science-fiction, dont Glenn, sorti en 2012  (dans lequel Gérard Depardieu fait une apparition en reporter de la télévision) - film qui selon Jean-François Rauger « a le charme de ces productions improbables qui témoignent d'une volonté un peu mégalomane (le réalisateur est à la fois producteur, scénariste et responsable du design des robots) d'échapper aux catégories existantes et de s'adresser à... on ne sait qui ».

## Filmographie

### Court métrage
- 2005 : Dizz et le labyrinthe

### Longs métrages
- 2012 : Glenn
- 2016 : Beyond Metal